# Kante (Darchula)
Kante (nep. कान्टै) – gaun wikas samiti w zachodniej części Nepalu w strefie Mahakali w dystrykcie Darchula. Według nepalskiego spisu powszechnego z 2001 roku liczył on 479 gospodarstw domowych i 2865 mieszkańców (1438 kobiet i 1427 mężczyzn).